# Moka, Bellary
Moka là một làng thuộc tehsil Bellary, huyện Bellary, bang Karnataka, Ấn Độ.